# Phyllanthus anamalayanus
Phyllanthus anamalayanus là một loài thực vật có hoa trong họ Diệp hạ châu. Loài này được (Gamble) G.L.Webster miêu tả khoa học đầu tiên năm 1994.